# Ephesus (Georgia)
Ephesus es un pueblo ubicado en el condado de Heard en el estado estadounidense de Georgia. En el censo de 2000, su población era de 388.

## Demografía
En el 2000 la renta per cápita promedia del hogar era de $40,833, y el ingreso promedio para una familia era de $44,250. El ingreso per cápita para la localidad era de $19,749. Los hombres tenían un ingreso per cápita de $30,750 contra $17,250 para las mujeres.

## Geografía
Ephesus se encuentra ubicado en las coordenadas 33°24′18″N 85°15′35″O / 33.40500, -85.25972 (33.405084, -85.259625).
Según la Oficina del Censo, la localidad tiene un área total de 7,9 km² (3,1 mi²), de la cual 7,9 km² (3,1 mi²) es tierra y 0 km² (0 mi²) (0.00%) es agua.